# Вибіркове дроблення

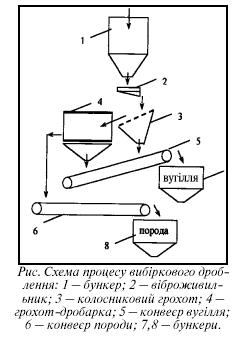

Вибірко́ве дро́блення (рос.избирательное дробление, англ. selective crushing (breaking), нім. selektives Brechen n (Zerkleinerung f, Quetschen n) — спосіб розділення сипкої маси на корисний продукт та відходи на основі суттєвої різниці їх міцності.
Дроблення частинок визначається кінетичною енергією, яка виконує роботу руйнування при зіткненні матеріалу з перешкодою.
де m — маса частинки, V — швидкість руху.
Руйнування починається, коли кінетична енергія зерна перевищує роботу його пружної деформації. Мінімальну швидкість, при якій зерно починає руйнуватися при ударі об перегородку, називають критичною.
Вибіркове руйнування протікає за умови: Vк1 > Vм > Vк2,
де Vк1; Vк2 — критичні швидкості руйнування зерен компонентів корисної копалини; Vм — швидкість зіткнення матеріалу з робочим органом дробарки.

## Область застосування
Застосовується для корисних копалин, представлених великими агрегатами цінного компонента, які відрізняються від вмісних порід міцністю, твердістю і тривкістю (вугілля, бурий залізняк, залізняк КМА, азбестові руди, калійні руди тощо). Широко застосовується для попереднього збагачення природно слабкого бурого вугілля. В зарубіжній практиці для вибіркового дроблення застосовують так звані дробарки Бредфорда.
Процес досить простий, але при недостатній різниці міцності вугілля та породи спричиняє до надмірних втрат вугілля з відходами.

## Технічна реалізація
Здійснюється на машинах вибіркового дроблення вугілля, наприклад, на барабанному грохоті-дробарці, який виконує дроблення менш міцного компонента і одночасно відсів його крізь сито разом з дрібними класами, а міцніший продукт вивантажується в кінці решіткового барабану. Характерною особливістю дробарок вибіркового дроблення є поєднання операцій дроблення і грохочення (класифікації) в одному апараті.
Існує декілька різновидів дробарок вибіркового дроблення:
- дробарки ударного дроблення;
- дробарки еластичного дроблення;
- дробарки напівжорсткого дроблення і ін.

Рис. 2. Дробарка ударної дії

Найбільшою вибірковістю дроблення володіють барабанні дробарки ударного дроблення, які отримали назву дробарок вибіркової дії. Характерною особливістю дробарок вибіркової дії є суміщення операцій дроблення і грохочення або класифікації в одному апараті. 

### Дробарки ударного дроблення
Дробарки ударної дії являють собою конічний грохот, по центру якого встановлений вал з молотками (Рис. 2). Частота обертання вала ωв і грохота ωг встановлюється в залежності від властивостей матеріалу, що дробиться. Матеріал (порода, дерево, метал), що не дробиться, йде в надрешітний продукт, дроблений — в підрешітний.

Рис. 3. Дробарка еластичного дроблення: 1 — барабан; 2 — ротор з молотками; 3 — конічні сита; 4 — герметичний корпус; 5 — диск розкидувача; 6 — патрубок барабана; 7 — грохот; 8 — повітряний патрубок; 9 — патрубок виходу вітрену

### Дробарка еластичного дроблення
Дробарка цього типу застосовується для дроблення вугілля. Руйнування відбувається при вільному (еластичному) ударі по зернах вугілля, що падають під дією сили тяжіння.
Початковий матеріал (рис. 3) надходить на диск розкидувача 5 і далі на обертові молотки. Дроблення здійснюється багато разів по мірі переміщення матеріалу зверху вниз. Подрібнений матеріал крупністю 2 — 4 мм виводиться з барабана через конічні сита. Висхідним потоком повітря з простору між кожухом і барабаном виносяться тонкі частинки фюзену. Міцніші частинки вітрену (матовий) видаляються через патрубок 9. Наібільш міцне вугілля (дюрен) розвантажується через патрубок 6.
Особливістю дробарки еластичного дроблення є застосування двох типів класифікації — повітряної і грохочення. Частота обертання вала дробарки від 200 до 1400 хв−1. Продуктивність — 20 т/год.

### Дробарка напівжорсткого дроблення
Ця дробарка застосовується для попереднього відділення вугілля від твердих порід, а також для очищення рядового вугілля від сторонніх предметів: дерева, металу (Рис. 4).
Вихідне вугілля надходить у середину барабана 1. За допомогою спірально розташованих лопатей 7 воно піднімається і падає вниз. При цьому міцніша порода практично не руйнується. Крихке вугілля руйнується і проходить через отвори барабанного грохота. Транспортування матеріалу здійснюється за рахунок спірального розташування лопатей.

## Застосування
Барабанні грохоти-дробарки випускаються в Росії Карагандинським машинобудівним заводом No 2. Моделі ДБ-22; ДБ-28; ДБ-35 мають відповідно діаметри 2.2; 2.8; 3.5 м.
Ефект вибіркового дроблення досягається тільки при значній відмінності в міцності (твердості, тривкості тощо) вугілля і породи.
Вибірковість дроблення визначається співвідношенням ступенів дроблення вугілля і породи. У залежності від значення цього відношення прийнято розрізняти вибірковість дроблення вугілля:
- 1 — 1.5 — низькою;
- 1.5 — 2.5 — середньою;
- 2.5 — 3 - доброю;
- >3 — високою.

Вугілля Донбасу марок П, ПС, Д, Ж має яскраво виражену схильність до вибіркового дроблення. Вугілля марок Г, Д, а також антрацити мають слабко виражену схильність до вибіркового дроблення.
Промислове застосування вибіркове дроблення знайшло при збагаченні вугілля, горючих сланців, будівельних матеріалів та інших неметалевих корисних копалин.
Вибіркове дроблення вугілля широко застосовується в Англії, США, Японії, Франції, ФРН, Росії. Наприклад, вибіркове дроблення застосовують в Карагандинському і Челябінському басейнах Росії.